# 칼 폴라니
칼 폴라니(Karl Polanyi, 헝가리어: Polányi Károly 폴라니 카로이[*], 1886년 10월 25일~1964년 4월 23일)는 전통적인 경제 사조에 반대한, 헝가리 지식인으로 서구의 시장체계를 분석한 그의 책 《거대한 변환 (The Great Transformation)》으로 유명하다.

## 생애

### 초기
물리화학자이자 철학자인 마이클 폴라니의 형인 칼 폴라니는, 오스트리아-헝가리의 수도 비엔나에서 태어났다. 철도산업으로 부를 쌓은 부르주아지의 아들인 폴라니는, 그의 부모의 성공과 실패에도 불구하고 제대로 된 교육을 받았으며, 부다페스트의 행동하는 지식인 집단과 예술 방면에 깊이 몰두했다. 폴라니는 부다페스트 대학교에 다닐 때, 급진적이고 영향력있는 클럽 갈릴레이를 만들었으며, 이 클럽은 헝가리의 지적 토대에 일부 영향을 주었다. 이 시기에 폴라니는 게오르크 루카치, 오스크카 자스지, 칼 만하임과 같은 저명한 사상가들과 함께 적극적으로 활동했다. 폴라니는 1908년에는 철학박사 학위를 받았고, 1912년에 법학 대학원을 졸업했다. 1914년에는 헝가리 급진당의 창당을 도왔으며, 당 비서를 맡았다.
폴라니는 제1차 세계 대전에서 오스트리아-헝가리 군대의 기병대 장교로 복무했으나, 러시아 전선에 도착한 이후 불구때문에 군 복무에서 면제되었다. 전쟁 이후 부다페스트로 돌아 온 그는, 한번 더 정치 활동가가 되었다. 폴라니는 카로이 미하이의 공화당 정부와 사회민주당 체제를 지지했다. 공화당 정부는 단명하였다. 벨라 쿤이 카로이 정부를 전복하여 헝가리 평의회 공화국을 수립하자 폴라니는 비엔나로 피신했다. 1924년부터 1933년까지 그는 명성을 지닌 언론 <오스트리아 대중경제(Der Oesterreichische Volkswirt)>에 경제와 정치 논평을 쓰는 기자로 일했다. 경제 발전의 구체적인 현실에서 유리된 추상적인 모델을 구성하는 것으로 비치는 오스트리아 학파 경제학자들을 처음 비판하기 시작한 것도 이 시기였다. 폴라니 자신은 페이비언주의과 조지 더글라스 콜의 작품에 흥미를 느꼈다. 또한 폴라니가 기독교 사회주의에 관심을 가지게 된 것도 이 시기였다.

### 미국과 캐나다 생활
그는 짧은 기간 존재했던 오스트리아 공화국이 붕괴하기 시작하고, 파시즘의 영향력이 증대되기 시작한 1933년에 오스트리아를 떠났다. 그는 런던으로 이주하여 그곳에서 기자로 일하면서 생계를 유지했으며, 노동자 교육 협회의 강사 자리를 맡았다. 폴라니는 또한 나중에 《거대한 변환(The Great Transformation)》이라는 책으로 나온 그의 연구의 대부분을 이 시기에 수행했다. 그는 베닝턴 대학에 자리를 얻어 버몬트로 이사했을 때인 1940년까지는 이 연구 내용을 책으로 저술하지는 않았다. 이 책은 1944년 큰 환호 속에 출판되었다. 이 책에서 폴라니는 영국에서의 인클로저 과정과 19세기 초의 당대의 경제 체제의 생성에 대해 기술하였다.
전쟁이 끝난 후, 폴라니는 컬럼비아 대학교에서 교수 자리(1947-1953)를 얻었다. 그러나 그의 아내(일로나 두크즈네카)의 공산주의 전력 때문에 미국으로의 입국 비자를 얻는 게 불가능했다. 이 때문에 그들은 캐나다로 거주지를 옮겼고, 폴라니는 뉴욕으로 교직을 바꾸었다. 1950년대 초, 폴라니는 고대 제국의 경제 체제에 대한 연구 성과로 포드 재단으로부터 상당 규모의 지원을 받았다. 근대 경제 체제의 출현을 기술하고 나서, 폴라니는 먼 과거의 어느 특정한 영역에서 어떻게 "경제"가 출현하였는지를 이해하고자 했다. 컬럼비아 대학에서의 그의 세미나는 몇몇 유명한 학자들을 끌어 모았으며, 일군의 교사들에게 영향을 미쳤으며, 이는 1957년에 책《초기 제국의 교역과 시장》으로 묶여져 나왔다. 폴라니는 말년까지 저술을 계속했고, 〈공존〉(Coexistence)이라는 새로운 잡지를 창간했다.
그는 캐나다의 온타리오에서 거주하였고, 1964년에 사망했다.

## 그의 영향
폴라니는 최근에, 경제가 사회와 문화 속에 착근된 방식을 강조하는, 경제학을 문화적으로 접근하는 실질주의의 주창자로써 각인되고 있다. 이는 주류 경제학에는 반대하는 것이었지만 인류학과 정치학에서는 인기가 높았다. 고대의 경제에 대한 폴라니의 접근은, 다소의 학자들이 통상적으로 고대 사회에서의 경제의 유용성을 부인하고 있음에도 불구하고, 아메리카 대륙 발견 이전과 고대 메소포타미아와 같은 다양한 경우에 적용되었다. 그의 책 《거대한 변환》은 또한 역사사회학에서 하나의 모형이 되었다. 그의 이론은 결국에는 경제 민주주의 운동의 기반이 되었다.
칼 폴라니는 그의 책 《거대한 변환》을 통해 자본주의 체제가 가지고 있는 불안정요인을 밝혀냈다. 그는 자본주의가 상품화할 수 없는 것들 또는 상품화해서는 안 되는 것들을 상품화했기 때문에 그 자체로 불안정요인을 가지고 있다고 주장했다. 인간이 인간일 수 있게 하는 가치인 노동능력을 상품화함으로써, 제도와 신뢰의 표시인 화폐를 상품화함으로써, 만인이 공유해야 할 자연(토지)을 상품화함으로써 필연적으로 불안을 발생시킬 수밖에 없다는 것이다. 세계금융위기가 지속적으로 반복되고 신자유주의 경제체제가 한계에 부딪히면서, 신자유주의 세계경제체제를 넘어설 수 있는 대안 경제이론으로 폴라니의 문제의식이 각광받고 있다.
그의 딸 칼 폴라니-레빗은 캐나다 몬트리올의 맥길 대학교의 명예 교수이다.

## 저서
- 《거대한 변환 (The Great Transformation)》, 1944, 박현수 옮김, 민음사, 1997
- 《초기 제국의 교역과 시장 (Trade and Markets in the Early Empires)》, 1957, 이종옥 옮김, 민음사, 1994
- 《다호메이 왕국과 노예들 (Dahomey and the Slave Trade)》, 1966
- Primitive, Archaic, and Modern Economics: Essays of Karl Polanyi, 1968
- 《사람의 살림살이 (The Livelihood of Man)》, 1977, 박현수 옮김, 풀빛, 1998
- 《전 세계적 자본주의인가 지역적 계획경제인가 외》, 홍기빈 옮김, 책세상, 2002
- 《거대한 전환 - 우리 시대의 정치 경제적 기원》, 홍기빈 옮김, 길(박우정), 2009

## 같이 보기
- 마이클 폴라니
- 존 폴라니